# Добролюбов, Кирилл Петрович
Кирилл Петрович Добролюбов (31 января 1904 — 12 апреля 1957) — советский военачальник, контр-адмирал, участник советско-финской и Великой Отечественной войн.

## Биография

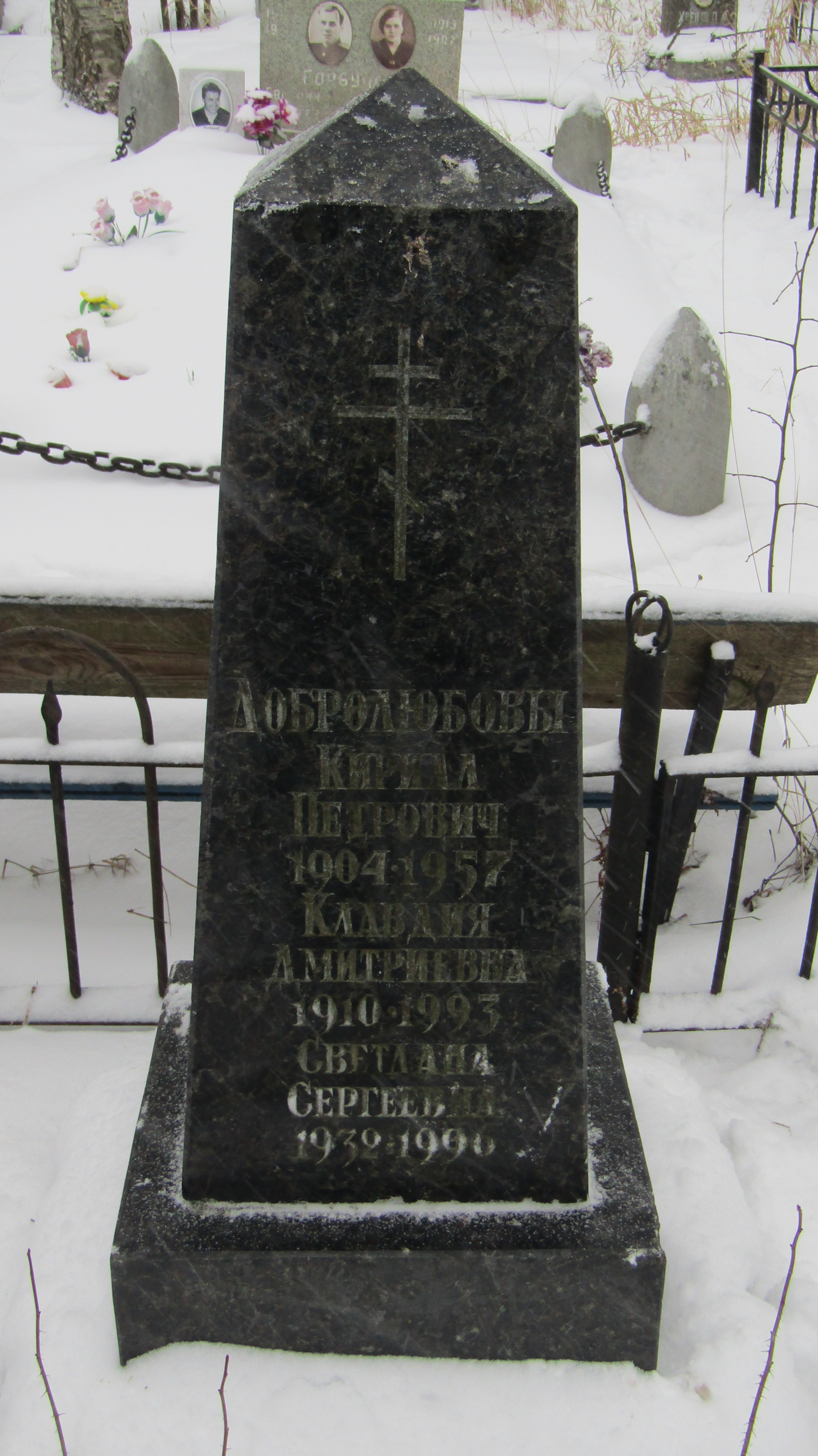

Кирилл Петрович Добролюбов родился 31 января 1904 года в деревне Корени Велижского уезда Витебской губернии Российской империи (ныне — Велижский район Смоленской области). По национальности русский. С 14 августа 1920 г. красноармеец 25-й автогрузового отряда 2-й запасной кавалерийской дивизии 1-й Конной армии, участвовал в Гражданской войне в России, воевал на Польском фронте. С окончанием гражданской войны демобилизован в марте 1922 г. Был рабочим. В 1925 г. вступил в ВКП(б). В октябре 1926 году был вновь призван на службу в Рабоче-Крестьянскую Красную Армию, поступив в Московскую военно-инженерную школу им. Коминтерна, но не окончил её, и июне 1927 года был направлен на военно-политическую работу ответственным организатором комсомольской ячейки 2-й Военной авиационной школы летчиков в г. Борисоглебске, с октября 1929 г. политрук роты 56-го стрелкового полка 19-й стрелковой дивизии, с мая 1931 г. в 1-й механизированной бригаде, с марта 1932 г. инструктор политотдела 1-й механизированной бригады Московского военного округа. С мая 1934 г. по январь 1938 г. обучался на военно-морском факультете Военно-политической академии имени В. И. Ленина, после чего был направлен в центральный аппарат Главного политического управления Военно-морского флота, где был назначен в феврале 1938 г. начальником отделения и заместителем начальника 2-го отдела. Участвовал в советско-финляндской войне. С декабря 1940 года начальник 2-го отдела (пропаганды и агитации) Политуправления Балтийского флота. В этой должности он встретил начало Великой Отечественной войны.
Великая Отечественная война
С февраля по июль 1942 года Добролюбов возглавлял Управление агитации и пропаганды Главного политического управления Военно-морского флота СССР. С июля 1942 г. был заместителем начальника политотдела Северного оборонительного района Северного флота. В связи с введением в октябре 1942 года в Вооружённых силах СССР единоначалия и отменой института военных комиссаров переаттестован в полковника в конце 1942 года. С января 1943 г. начальник отдела пропаганды и агитации политуправления Краснознаменного Балтийского флота. Участвовал в обороне Таллина, переходе Балтийского флота в Ленинград, обороне Ленинграда, боях в Заполярье. Проводил большую партийно-политическую и агитационно-пропагандистскую работу среди личного состава. Руководил всей общефлотской и многотиражной печатью, разработкой лекций, докладов для личного состава. Из наградного листа (1943): «Обладает большой энергией, опытом большевистского пропагандиста, агитатора... Отдаёт все свои силы и способности делу воспитания краснофлотцев и командиров Балтийского флота в духе острой ненависти к проклятым гитлеровским захватчикам, в духе славных боевых Балтийских традиций».
Послевоенная служба
После окончания войны продолжал службу в Военно-морском флоте СССР. С февраля 1946 г. начальник отдела пропаганды и агитации политуправления Северного флота. В апреле-мае 1947 г. находился в  распоряжении политуправления ВМС СССР. С мая 1947 г. заместитель начальника Каспийского высшего военно-морского училища по политической части. С марта 1950 г. начальник политотдела и заместитель начальника Военно-морской академии им. К.Е. Ворошилова по политической части. Из аттестации (1952): «К подчиненным требователен и о них заботлив. Вникает в дела учебного процесса и научно-исследовательской работы. Партийно-политическая работа в академии организована хорошо. В военно-морских вопросах разбирается свободно. Дело свое любит и отдается ему со страстью. Вопросы, относящиеся к кругу его обязанностей, не упускает и решает их правильно. Авторитетом в академии пользуется... Пользуясь общением со всеми кадрами, знает их нужды и помогает им в их работе... Должности вполне соответствует».
В сентябре 1955 года был уволен в запас. Скончался 12 апреля 1957 года, похоронен на Серафимовском кладбище Санкт-Петербурга.

## Воинские звания
Полковой комиссар
Полковник — 1942
Контр-адмирал — 03.11.1951

## Награды
- Орден Ленина (1951);
- 2 ордена Красного Знамени (30 апреля 1945 года, 26 октября 1955 года);
- Орден Отечественной войны 1-й степени (6 ноября 1944 года);
- 2 ордена Красной Звезды (15 июля 1943 года, 3 ноября 1944 года);
- Медали «За оборону Ленинграда»;
- Медаль «За оборону Советского Заполярья»;
- Медаль «За взятие Кенигсберга»;
- Медаль «За победу над Германией в Великой Отечественной войне 1941–1945 гг.»;
- именное оружие (1954)[1][2].

## Семья
Сын, Добролюбов Юрий Кириллович, 1931 года рождения — офицер ВМФ.